# 小笠原保子
小笠原 保子（おがさわら やすこ、1966年10月19日 - ）は、日本のアナウンサー、報道記者。
東京都目黒区出身。TBS勤務。田園調布雙葉高等学校、立教大学経済学部卒業。

## 人物
1989年4月、TBSにアナウンサー25期生として入社。同期は福島弓子、斎藤哲也、小林豊、原山理一郎。
1992年、報道局経済部に異動し記者。「こちら経済部です」では特集コーナーを担当。後、アナウンサー兼報道局記者。
2002年7月10日、報道局経済部異動に異動。

## 出演番組

### テレビ
- 噂の!東京マガジン（1989年10月 - 12月）[7][8]
- JNNおはようニュース&スポーツ（1990年）[8]
- JNNニュースコール（1992年）[7][8]キャスター[1]
- こちら経済部です[1]
- JNNスポーツ&ニュース
- JNNフラッシュニュース[3]
- スペースJ（1995年10月 - 1996年9月）[7][8]リポーター[1]
- おはようクジラ[3]
- JNNニュース1130
- 新サンデーモーニング（1997年）ナレーター[8]
- i-NEWS Evening（BS-i）[7]
- JNNニュースバード（CS）[7]

### ラジオ
- サンデーTOKYO（1989年）[7][8]
- ラジオワールド（1996年）[7][8]
- 世界をNIRAむ[7]
- パワートーク[7]